# Kvaleya
Kvaleya W.H. Adey & Sperapani, 1971  é o nome botânico  de um gênero de algas vermelhas pluricelulares da família Hapalidiaceae, subfamília Melobesioideae.

## Espécies
Atualmente 1 espécie é taxonomicamente válida:
- Kvaleya epilaeve Adey & Sperapani, 1971